# 安慶隆
安慶隆（1976年11月23日—）是台灣聽障田徑運動員，為繼1960年羅馬奧運「亞洲鐵人」楊傳廣於十項全能奪得銀牌後，於2001年羅馬聽奧奪金的選手。